# Косцелецкий, Ян Януш
Ян Януш Косцелецкий (1490—1545) — государственный деятель Польского королевства, каштелян ковальский (1514), староста тухольский (1518), каштелян иновроцлавский (1523) и ленчицкий (1526), каштелян калишский (1535), воевода иновроцлавский (1538—1540), бжесць-куявский (1540—1542) и ленчицкий (1542—1545), староста накловский (1532), быдгощский (1535) и члухувский (1535).

## Биография
Представитель польского шляхетского рода Косцелецких герба «Огоньчик». Единственный сын воеводы калишского и познанского Станислава Косцелецкого (ок. 1460—1534).
Родился в родовом имении Косцелецких — Косцельце под Иновроцлавом. Выходец из богатой и знатной магнатской семьи, что способствовало его быстрой государственной карьере. 5 октября 1514 года Ян Януш Косцелецкий был назначен каштеляном ковальским. В 1517 году в Вильно выступал в качестве свидетеля при заключении мирного договора с Валахией. В 1518 году получил во владение от своего отца староство тухольское. В 1523 году Ян Януш Косцелецкий был назначен каштеляном иновроцлавским, а в 1526 году — каштеляном ленчицким. В том же 1526 году упоминается в Гданьске в качестве свидетеля в документе, в котором передалавались в ленное владение замки Бытув и Лемборк. В 1529 году Ян Януш Косцелецкий в качестве посла от вального варшавского сейма ездил к польскому королю Сигизмунду Старому в Вильно.
В 1530 году Ян Януш Косцелецкий в качестве сенатора присутствовал на коронации Сигизмунда Августа, единственного сына и наследника Сигизмунда Старого. В последующие годы получает новые должности: в 1532 году был назначен старостой накловским, в 1535 году стал старостой члухувским. Начиная с весны 1535 года, Ян Януш Косцелецкий получает часть отцовских должностей. При поддержке епископа познанского Петра Томицкого стал каштеляном калишским, а в следующем году получил звание старосты тухольского. В 1535 году после смерти своего отца Станислава Ян Януш Косцелецкий унаследовал должность старосты быдгощского.
В 1538 году Ян Януш Косцелецкий получил должность воеводы иновроцлавского, 28 июня 1540 года становится воеводой бжесць-куявским, а с 1542 года — воеводой ленчицким.
Скончался до 27 декабря 1545 года, место его захоронения неизвестно.

## Семья
Был дважды женат. Около 1513 года первым браком женился на Катажине Памповской, от брака с которой имел трёх сыновей и одну дочь:
- Анджей Косцелецкий (ум. 1565), дворянин королевский, каштелян иновроцлавский (1552), воевода иновроцлавский (1553—1558), калишский (1558—1564) и познанский (1564—1565), староста быдгощский и накловский
- Станислав Косцелецкий (ум. до 1541), бездетный
- Ян Януш Косцелецкий (ум. 1564), каштелян быдгощский (1545), воевода бжесць-куявский (1550—1553), генеральный староста Великопольский (1552) и воевода серадзский (1553—1564), староста быдгощский и накловский
- Барбара Косцелецкая, жена хорунжего калишского Стефана Грудзинского

Около 1534 года вторично женился на Катажине Ксыньской из Слупов (ум. после 1546), от брака с которой имел двух сыновей и двух дочерей:
- Станислав Косцелецкий (ум. 1589/1590), каштелян быдгощский (с 1563 года)
- Лукаш Косцелецкий (1539—1597), епископ пшемысльский (1574) и познанский (1576)
- Анна Косцелецкая, жена воеводы подольского Яна Каменецкого (1524—1560)
- Эльжбета Косцелецкая, 1-й муж Потоцкий, 2-й муж каштелян калишский Себастьян Журавинский.